# Periam
Periam (fino al 1924 Grădiște, in ungherese Perjámos, in tedesco Perjamosch) è un comune della Romania di 4349 abitanti, ubicato nel distretto di Timiș, nella regione storica del Banato. 
Nel 2007 si è staccato da Periam il villaggio di Pesac, divenuto comune autonomo.